# ايناسيو بياتي
ايناسيو بياتي (4 فبراير 1985 في الأرجنتين - ) (بالإسبانية: Ignacio Alberto Piatti)‏ هو لاعب كرة قدم أرجنتيني في مركز الهجوم. لعب مع إمباكت مونتريال وإنديبندينتي وتشاكاريتا جيونيورز وجيمناسيا لابلاتا ونادي سان لورينزو ونادي سانت إتيان ونادي ليتشي.

## روابط خارجية
- ايناسيو بياتي على موقع الدوري الأمريكي (الإنجليزية)
- ايناسيو بياتي على موقع قاعدة بيانات كرة القدم.إي يو (الإنجليزية)
- ايناسيو بياتي على موقع ليكيب (الفرنسية)
- ايناسيو بياتي على موقع Soccerway.com (الإنجليزية)
- ايناسيو بياتي على موقع AS.com (الإسبانية)